# 帝都 (栃木県)
帝都（ていと）は、栃木県那須塩原市に本社を置く葬祭業者である。
沿革と経営体制
帝都は、創設者である秋葉悦男により那須塩原市(旧黒磯市)にて設立された。
地域密着型の葬儀社として、故人とご遺族に寄り添いながら地元の信頼を築いてきた。
二代目社長には、悦男の長男であり、那須塩原市に生まれ育った秋葉真樹が就任。
現在は三代目として、創設者の孫にあたる北條一星が代表取締役を務めており、伝統と革新を融合した経営を進めている。近年では「ご自宅からのお見送り」に注目し、自宅家族葬の普及と安心感のあるサポート体制に力を入れている。

## 葬祭事業
- 帝都ホール第二斎場（那須塩原市新朝日）[1]
- 帝都ホール秋桜斎場（那須町東岩崎）[1]